# V Congresso dell'Internazionale Comunista
Il V Congresso dell'Internazionale Comunista si svolse a Mosca dal 17 giugno all'8 luglio 1924.
Il V Congresso sottolineò nelle sue decisioni che ogni vero partito comunista doveva essere un partito di massa, dotato di notevole capacità di manovra, fedele al marxismo e alla rivoluzione proletaria, centralizzato e disciplinato, capace di utilizzare la critica e l’autocritica per l’individuazione e la correzione dei propri errori. Con questo obiettivo essi dovevano riorganizzarsi sulla base delle cellule di fabbrica, operare attivamente all’interno dei sindacati, condurre una giusta politica nazionale e nei confronti delle masse contadine.
Il Congresso respinse l’interpretazione opportunistica della tattica del fronte unico operaio solo come accordo tra i vertici dirigenti dei partiti comunisti e di quelli socialisti. Riferendosi all’esperienza dei partiti comunisti, indicò altresì che occorreva costruire il fronte unico prima di tutto dal basso e che questo era il metodo per realizzare la mobilitazione rivoluzionaria delle masse. L’unità dal basso non escludeva le trattative di vertice, soprattutto laddove la socialdemocrazia rappresentava ancora una forza considerevole, ma in questo caso condizioni obbligatorie dovevano essere l’autonomia dei partiti comunisti e la più ampia informazione alle masse operaie sul contenuto delle trattative e degli accordi.
Ho Chi Minh accusò i partiti comunisti francesi, inglesi e belgi di non aver prodotto una politica veramente progressista nei confronti delle colonie.